# Maletsunyane Falls
Maletsunyane Falls – 192-metrowy wodospad na rzece Maletsunyane, dopływie Oranje, w Lesotho, w południowej Afryce. Jest drugim pod względem wysokości, po Tugeli w Południowej Afryce, wodospadem na południu Afryki, a pierwszym wśród wodospadów o jednym, nieprzerwanym stopniu. 
Wodospad Maletsunyane leży w dystrykcie Maseru w pobliżu miejscowości Semonkong i jest atrakcją turystyczną. W pobliżu wodospadu możliwe jest zejście do dna doliny. W zimie wodospad jest często oblodzony.
Semonkong znaczy „zadymione miejsce” i pochodzi od wodospadu.